# Oszkár Frey
Oszkár Frey (* 22. April 1953 in Budapest) ist ein ehemaliger ungarischer Kanute.

## Erfolge
Oszkár Frey gab sein Olympiadebüt 1976 in Montreal,  als er im Zweier-Canadier mit Tamás Buday an zwei Wettbewerben teilnahm. Auf der 500-Meter-Strecke erreichten sie dank eines Sieges im Vorlauf und eines zweiten Platzes im Halbfinale den Endlauf. In 1:48,35 Minuten überquerten sie hinter den siegreichen Serhij Petrenko und Alexander Winogradow aus der Sowjetunion sowie den Polen Andrzej Gronowicz und Jerzy Opara als Dritte die Ziellinie und gewannen damit die Silbermedaille. Über den Hoffnungslauf und einen zweiten Platz im Halbfinale qualifizierten sie sich über 1000 Meter ebenfalls für das Finale, in dem ihnen als Dritte erneut ein Medaillengewinn gelang. Sie erreichten knapp drei Sekunden nach Petrenko und Winogradow sowie 1,4 Sekunden nach den Rumänen Gheorghe Danielov und Gheorghe Simionov das Ziel. Bei den Olympischen Spielen 1980 gingen Frey und Buday nur noch über 1000 Meter an den Start. Als Dritte ihres Vorlaufs qualifizierten sie sich direkt für das Finale, in dem sie jedoch nicht über den achten Platz hinauskamen.
Mit Tamás Buday belegte Frey zunächst bei den Weltmeisterschaften 1975 in Belgrad über 10.000 Meter den zweiten Platz und wiederholte mit ihm diese Platzierung auch 1977 in Sofia auf der 1000-Meter-Strecke. Ein Jahr später wurden sie auf dieser in Belgrad Weltmeister. Eine weitere Silbermedaille gewannen sie 1979 in Duisburg, erneut über 1000 Meter.